# Дрейксборо (Кентукки)
Дрейксборо (англ. Drakesboro) — город, расположенный в округе Мьюленберг, штат Кентукки, США. Население по переписи 2000 года составляет 627 человек. Основанный в 1888 году, своё название Дрейксборо получил в честь Уильяма Дрейка.

## География
Дрейксборо расположен на координатах 37°13′02″ с. ш. 87°03′01″ з. д. (37.217274, −87.050169). Согласно Бюро переписи населения США, город имеет общую площадь в 1,2 км².

## Демография
По переписи 2000 года в Дрейксборо проживает 627 человек, имеется 247 домохозяйств и 171 семья, проживающая в городе. Плотность населения 504.3 чел./км ². В городе 281 единицы жилья со средней плотностью 226.0 чел./км². Расовый состав состоит из 89,47 % белых, 9,73 % афроамериканцев, 0,32 % коренных американцев, 0,16 % азиатов и 0,32 % — две или более рас. Латиноамериканцев любой расы — 0,48 %.
В городе существует 247 домохозяйств, в которых 36,8 % семей имеют детей в возрасте до 18 лет, проживающих с ними, имеется 47,0 % супружеских пар, живущих вместе, 18,6 % женщин проживают без мужей, а 30,4 % не имеют семьи. 27,5 % всех домохозяйств состоит из отдельных лиц и 12,6 % являются одинокие люди в возрасте 65 лет и старше. Средний размер домохозяйства 2,54, средний размер семьи 3,09.
В городе проживает 30,1 % населения в возрасте до 18 лет, 8,3 % с 18 до 24 лет, 28,4 % с 25 до 44 лет, 21,4 % от 45 до 64 лет и 11,8 % от 65 лет и старше. Средний возраст составляет 34 года. На каждые 100 женщин приходится 86.1 мужчин, а на каждые 100 женщин в возрасте 18 лет и старше насчитывается 84.0 мужчин.
Средний доход на домохозяйство составляет $17,875, средний доход на семью $25,417. Мужчины имеют средний доход $21,094 против $16,458 у женщин. Доход на душу населения в городе равен $10,508. 28,4 % семей или 32,3 % населения живут за чертой бедности, в том числе 43,4 % из них моложе 18 лет и 24,1 % в возрасте 65 лет и старше.

## Известные жители
- Мерл Трэвис — американский кантри и вестерн исполнитель.